# Wapen van Terzool

Wapen van Terzool

Het wapen van Terzool is het dorpswapen van het Nederlandse dorp Terzool, in de Friese gemeente Súdwest-Fryslân. Het wapen werd in de huidige vorm in 1986 geregistreerd.

## Geschiedenis
Het wapen is overgeleverd in een rijmpje: "Trije rapen en in koal, steane yn it wapen fan Tersoal" (Drie rapen en een kool, staan in het wapen van Terzool).

## Beschrijving
De blazoenering van het wapen in het Fries luidt als volgt:
Yn read trije gouden rapen, pleatst ien-twa; yn de foet fan it skyld in sulveren koal.
De Nederlandse vertaling luidt als volgt: 
In rood drie gouden rapen, geplaatst een-twee; in de voet van het schild een zilveren kool.
De heraldische kleuren zijn: keel (rood), goud (goud) en zilver (zilver).

## Zie ook

Vlag van Terzool